# Chinaia rubescens
Chinaia rubescens är en insektsart som beskrevs av Fowler 1900. Chinaia rubescens ingår i släktet Chinaia och familjen dvärgstritar. Inga underarter finns listade i Catalogue of Life.